# Вепрь (карабин)
«Вепрь» — семейство охотничьих самозарядных карабинов, разработанных на базе 7,62-мм ручного пулемёта Калашникова. Родоначальником семейства стал карабин СОК-94, сконструированный в 1995-м году конструкторами Вятско-Полянского машиностроительного завода «Молот» П. М. Мокрушиным, В. И. Ляминым, А. И. Кабатчиковым и другими.
На рынках гражданского оружия Италии, Турции, Германии, некоторых стран северо-западном части Северной Америки карабины «Вепрь» пользовались популярностью у любителей автомата Калашникова за конструктивную схожесть и использование в ряде моделей родного для этого автомата патрона 7,62 × 39 мм.
Карабины предназначаются для промысловой и любительской охоты на среднего и крупного зверя.

## Конструкция
Карабины «Вепрь» выпускаются под патроны 5,45 × 39 мм, 7,62 × 39 мм, 7,62 × 54 мм R, 9 x 19 мм, 9 × 22 Altay, 9,6/53 Lancaster, .22LR, .223 Remington, .243 Winchester, .308 Winchester, .366 ТКМ, .366 Magnum, .30-06 Springfield во множестве модификаций и вариантов.
Карабины обладают высокой надежностью и безотказностью при работе в различных условиях эксплуатации.
Автоматическая перезарядка карабина осуществляется за счет использования энергии пороховых газов, отводимых из канала ствола в газовую камеру при выстреле, и энергии возвратной пружины (кроме вариантов под патроны .22LR, 9 × 19 мм, 9 × 22 Altay, работающих по принципу свободного затвора).
Для повышения долговечности канал ствола и патронник карабина хромированы, для уменьшения вспышки пламени при выстреле на ряде моделей в дульной части ствола установлен пламегаситель или компенсатор.
Чтобы исключить возможный инерционный накол капсюля, ударник затвора подпружинен.
Для крепления оптического прицела используется боковое крепление типа «ласточкин хвост» на ствольной коробке или планка Пикатинни на крышке ствольной коробки.

## Варианты и модификации
- СОК-94 «Вепрь», «Rapier» — первая модель 1995 года под патрон 7,62 × 39 мм. Состоит на вооружении военизированных и сторожевых подразделений ФГУП «Охрана» Росгвардии[2];
- СОК-95 «Вепрь-308» — вторая модель, под патрон 7,62 × 51 мм[3];
- «Вепрь-Супер» — третья модель 1998 года,[4] выпускается в нескольких вариантах исполнения:

- СОК-95 М «Вепрь-308 Супер» и СОК-95 МС «Вепрь-Супер-Спорт» (снят с производства) под патрон 7,62 × 51 мм;
- СОК-35 «Вепрь-35 Супер» под патрон .35 Remington (снят с производства).

- СОК-94Р «Вепрь-Пионер»[7] — выпускается с 2000 года[8].
- ВПО-212 («Вепрь-Пионер» .366 ТКМ) и ВПО-213 («Вепрь-1В» .366 ТКМ) под патрон .366 ТКМ;
  - их аналоги ВПО-208 и ВПО-209, перестволенные из ранее изготовленного оружия (СКС и АКМ);
- ВПО-221 («Вепрь» 9,6/53 Lancaster), ВПО-222 («Вепрь-1В» 9,6/53 Lancaster) на базе РПК под патрон 9,6/53 Lancaster
- СОК-98 «Вепрь-5,45» — экспортный вариант, под патрон 5,45 × 39 мм.
- «Вепрь-Хантер» — производится в двух вариантах исполнения:

- ВПО-101 «Вепрь-Хантер» под патрон 7,62 × 51 мм;
- ВПО-102 «Вепрь-Хантер М» под патрон 7,62 × 63 мм.

- «Вепрь-1В» под патроны 5,56 × 45 мм[9], 5,45 × 39 мм, 7,62 × 39 мм, 7,62 × 54 мм R, .223 Remington, .308 Winchester, .366 ТКМ
- «Вепрь-223» — вариант под патрон 5,56 × 45 мм.
- ВПО-131 «Вепрь-22» — АКМ, переделанный под патрон .22LR.
- ВПО-132 «Вепрь» — вариант под патрон 9 × 19 мм.
- ВПО-133 «Вепрь-К», ВПО-136 «Вепрь-КМ» — АКМ (или АК) переделанный для российского рынка гражданского оружия, без возможности вести автоматический огонь (под патрон 7,62 × 39 мм)[10].
- ВПО-139 «Вепрь-9» — АКМ, переделанный под патрон 9 × 19 мм.
- ВПО-148 «Вепрь-1В» — вариант под патрон 5,45 × 39 мм
- ВПО-155 — вариант под патрон .223 Remington
- ВПО-158Н «АКС20У» — вариант под патрон 5,45 × 39 мм
- ВПО-165 «АКС5,56У» — вариант под патрон .223 Remington
- ВПО-205 «Вепрь-12 Молот» — самозарядное ружьё под патрон 12 калибра (18,5 × 76 мм).
- ВПО-235 «Вепрь», ВПО-237 «Вепрь-1В» — варианты под патрон .366 Magnum
- ВПО-289 «Вепрь-9 Алтай» — АКМ, переделанный под патрон 9 × 22 Altay.
- СОК-243 «Вепрь-243» — вариант под патрон .243 Winchester (6,2 × 52 мм)
- VSK-100 — «Вепрь-1В» в автоматическом исполнении, собираемые в Белоруссии компанией ОАО «Кидма тек» (Бывшее ООО «БСВТ — новые технологии», дочернее предприятие государственного внешнеторгового унитарного предприятия «Белспецвнештехника»)[11][12].

### ВПО-140 «Вепрь-15»
Винтовка AR-15, собиравшаяся на Вятско-Полянском машиностроительном заводе из импортных комплектующих, но со стволом производства ВПМЗ «Молот». Единственное оружие семейства «Вепрь», сконструированное не на основе автомата Калашникова или ручного пулемёта Калашникова.

## Галерея

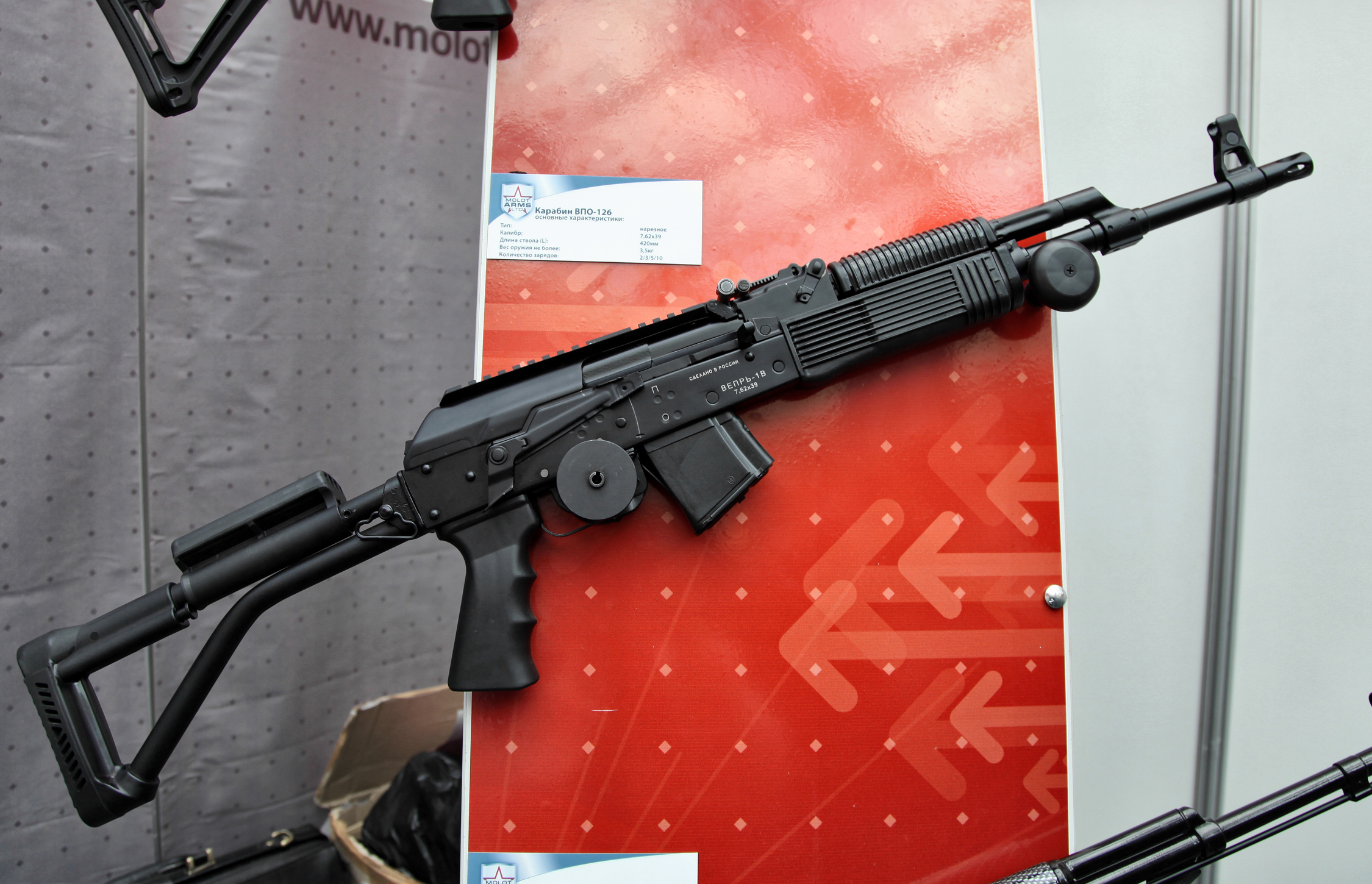
ВПО-126 «Вепрь-1В»
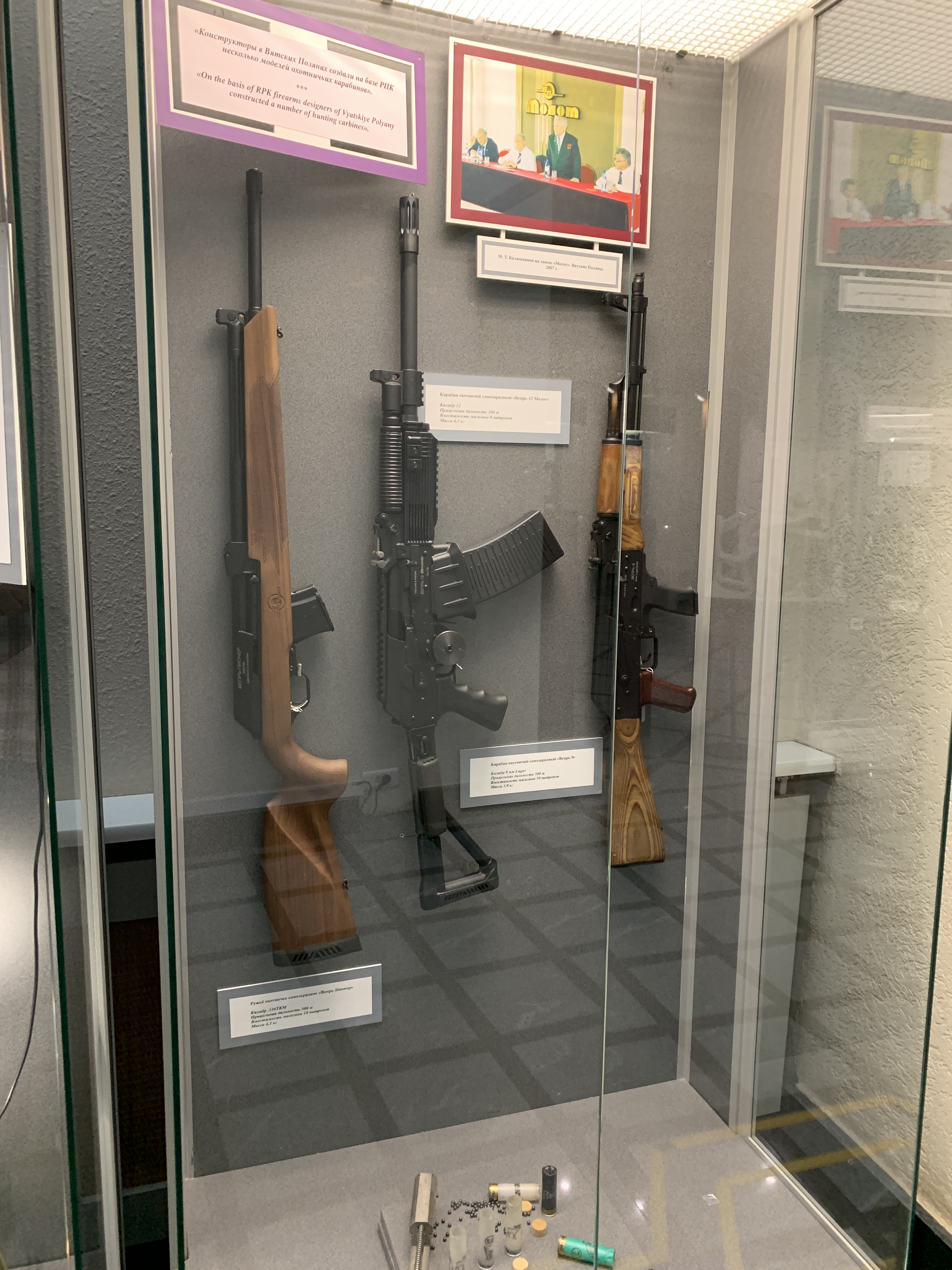
ВПО-212, ВПО-205 и ВПО-139
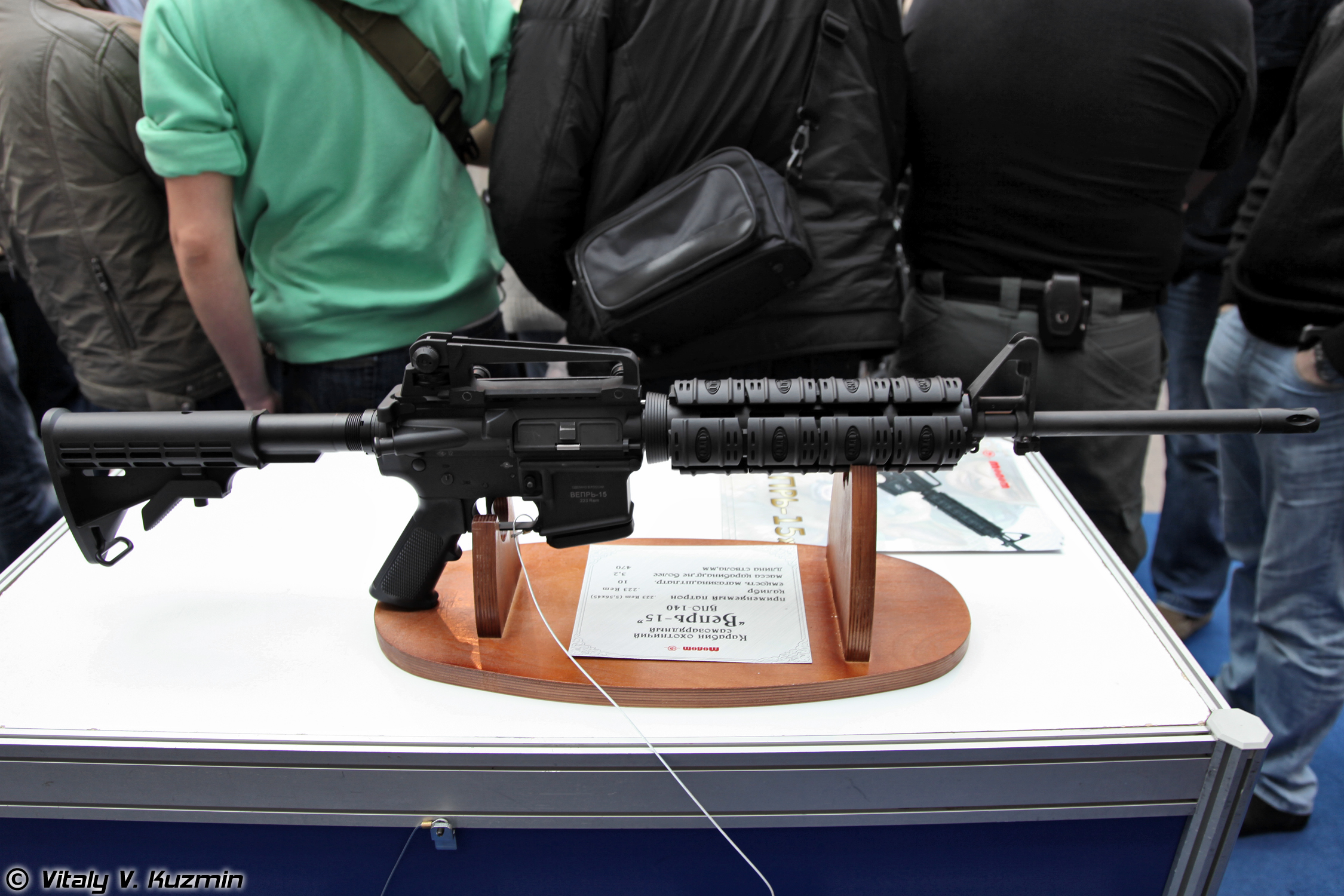
ВПО-140 «Вепрь-15»